# Treehotel
Treehotel AB är ett svenskt hotellföretag. Det driver Treehotel, ett hotell med åtta trädrum som är fästa i tallstammar en bit från marken i ett skogsparti utanför Harads. Företaget äger varumärket "Treehotel".
Hotellrörelsen grundades 2004 av Britta Jonsson-Lindvall och Kent Lindvall. Det var inspirerat av Brittas pensionat i Edefors sockens tidigare ålderdomshem från 1930-talet, i utkanten av Harads.
Idén att inhysa gäster i hotellrum i träden uppkom efter det att filmaren Jonas Selberg Augustsén 2007 åtta kilometer från Harads byggt en trädstuga 14 meter över marken och filmat Trädälskaren. Efter filmningen hyrde pensionatet trädstugan för gästuthyrning. Senare byggdes ett antal små trädrum i pensionatets närhet, upptill tio meter över marken, i ett 1,4 hektar inköpt skogsområde. Trädstugorna är förankrade i träden med fästen, vilka justeras efter hand med hänsyn till tallarnas tillväxt.
De första fem rummen uppfördes 2010, ritade av Bertil Harström, Thomas Sandell, Mårten Cyrén, Gustav Cyrén och Tham & Videgård Arkitekter. De har senare kompletterats med tre byggnader ritade av Sami Rintala respektive Snøhetta.

## Byggnader
- The Cabin, 24 kvadratmeter, Mårten Cyrén och Gustav Cyrén, 2010[5]
- The Blue Cone, Thomas Sandell, 2010
- The Mirrorcube, en kub med fyra meters sida, Bolle Tham och Martin Videgård, 2010[6][7]
- Bird's Nest, två våningar, sammanlagt 36 kvadratmeter brutto, sex meter ovanför marken[8] Bertil Harström, 2010[9]
- The Ufo, Bertil Harström, 2010
- Dragonfly, 52 kvadratmeter, Sami Rintala på den norska arkitektbyrån Rintala Eggertsson, 2013[10]
- 7th Room, 55 kvadratmeter, tio meter över marken, Snøhetta, 2016[11]
- Biosphere, 34 kvadratmeter, Bjarke Ingels Group (BIG), 2022[12]

## Bildgalleri

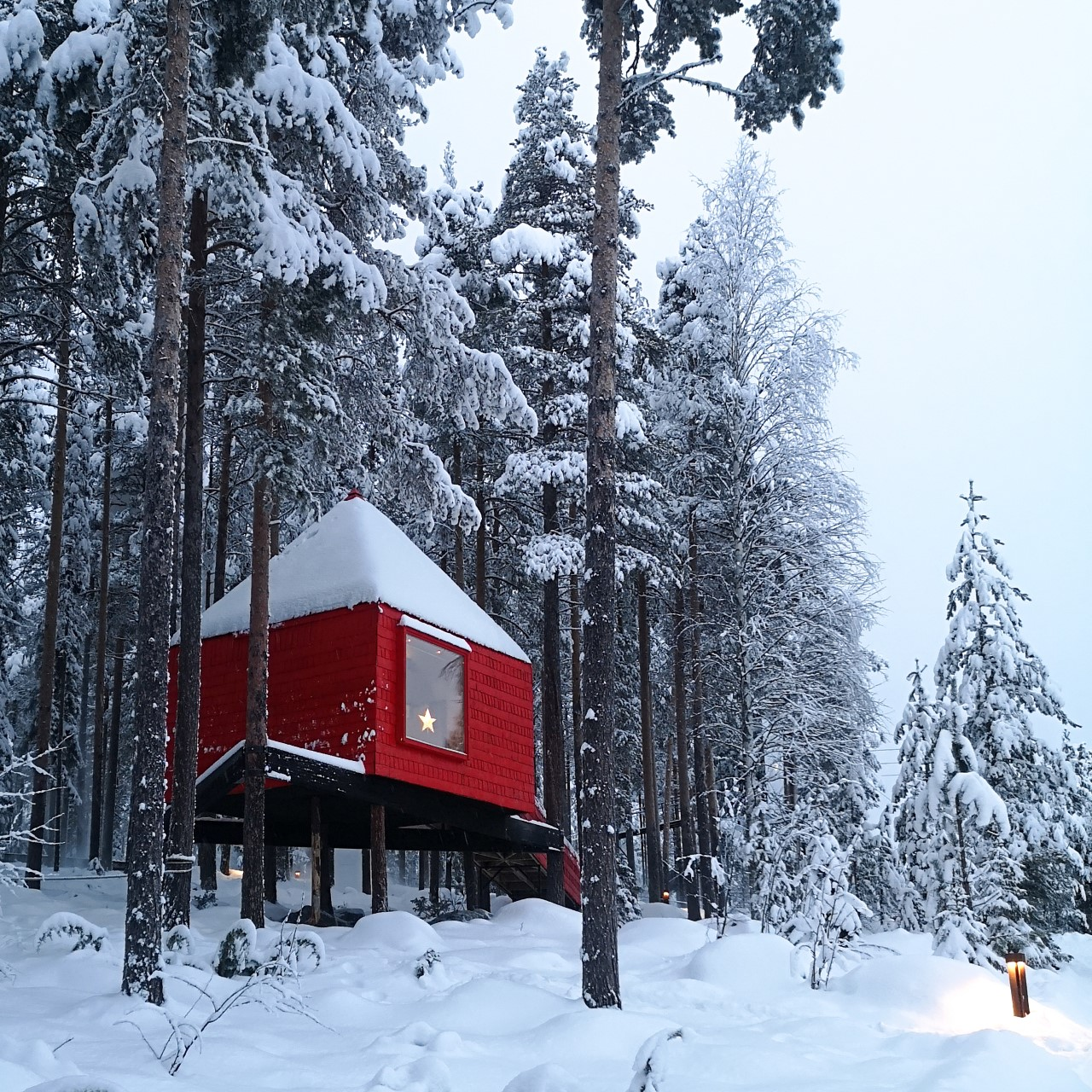
The Blue Cone
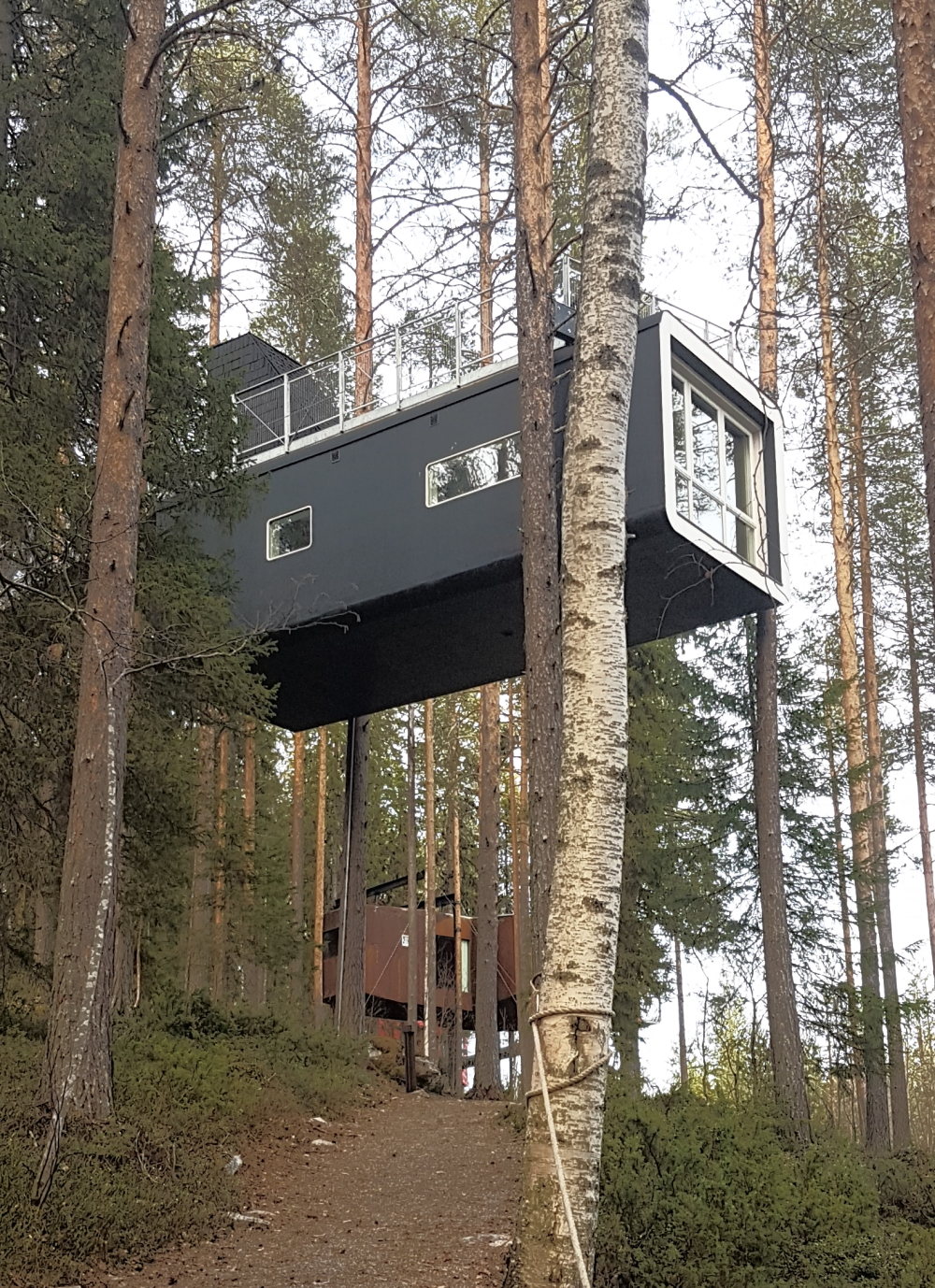
The Cabin
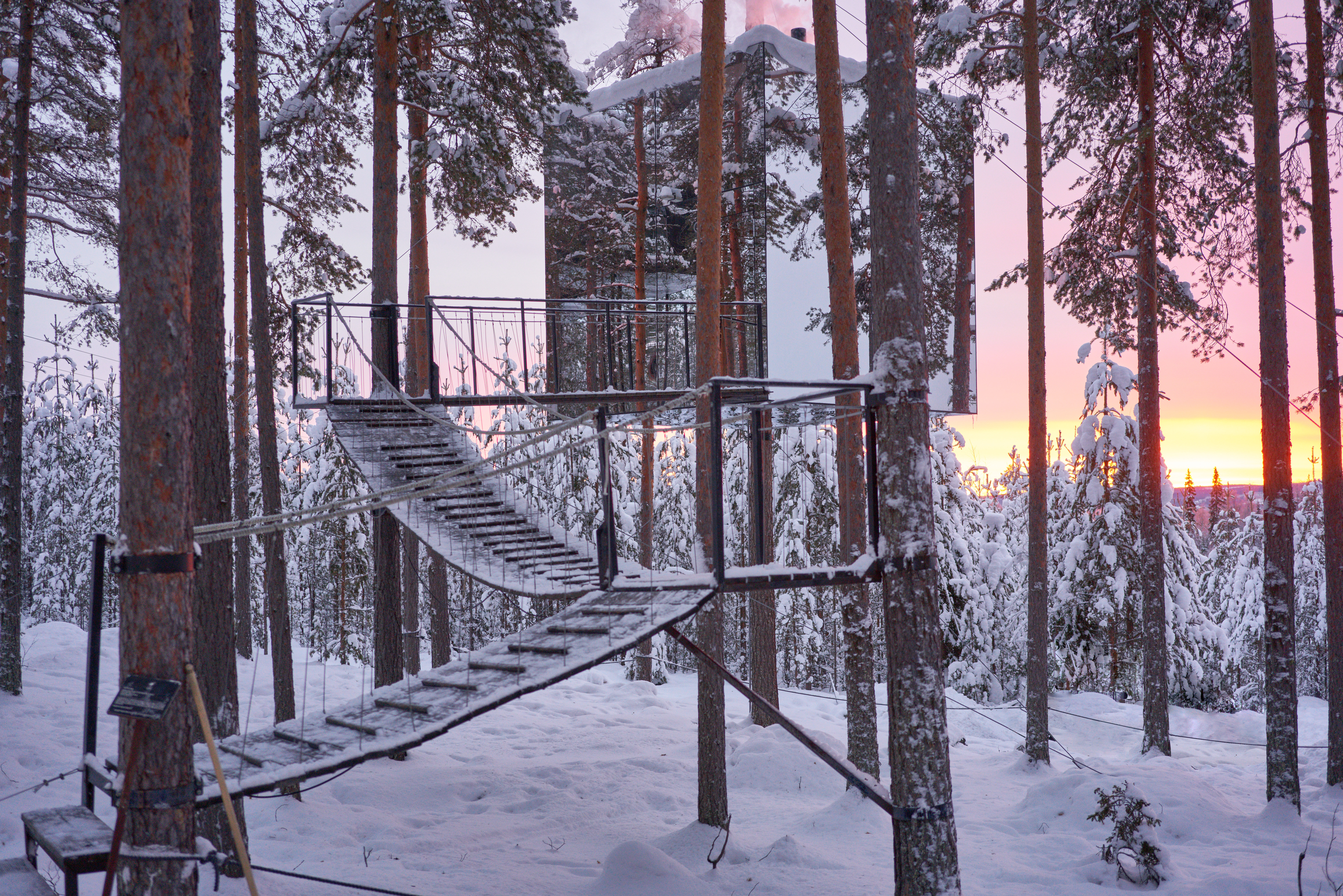
The Mirrorcube
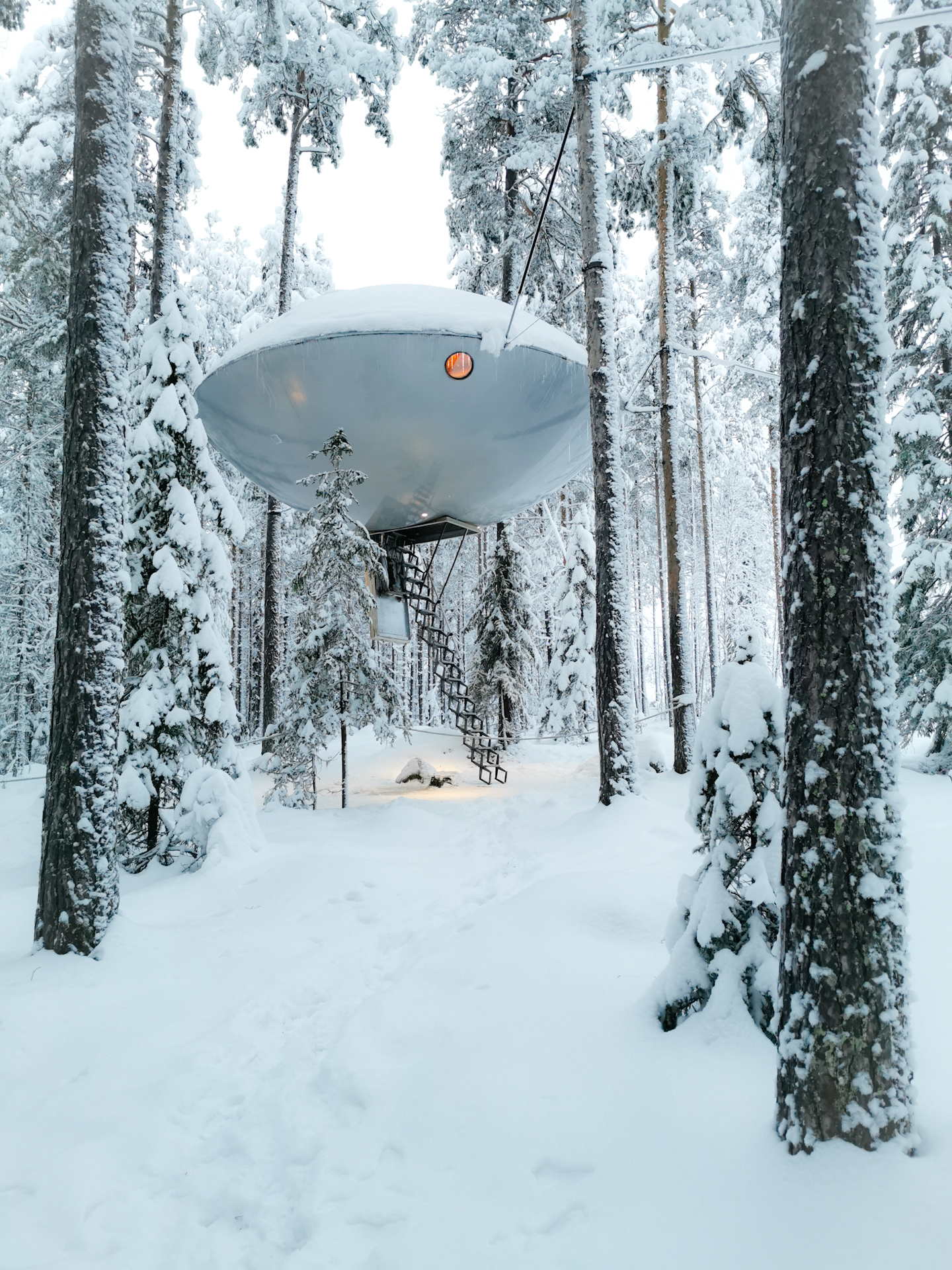
The Ufo